# Motor W16

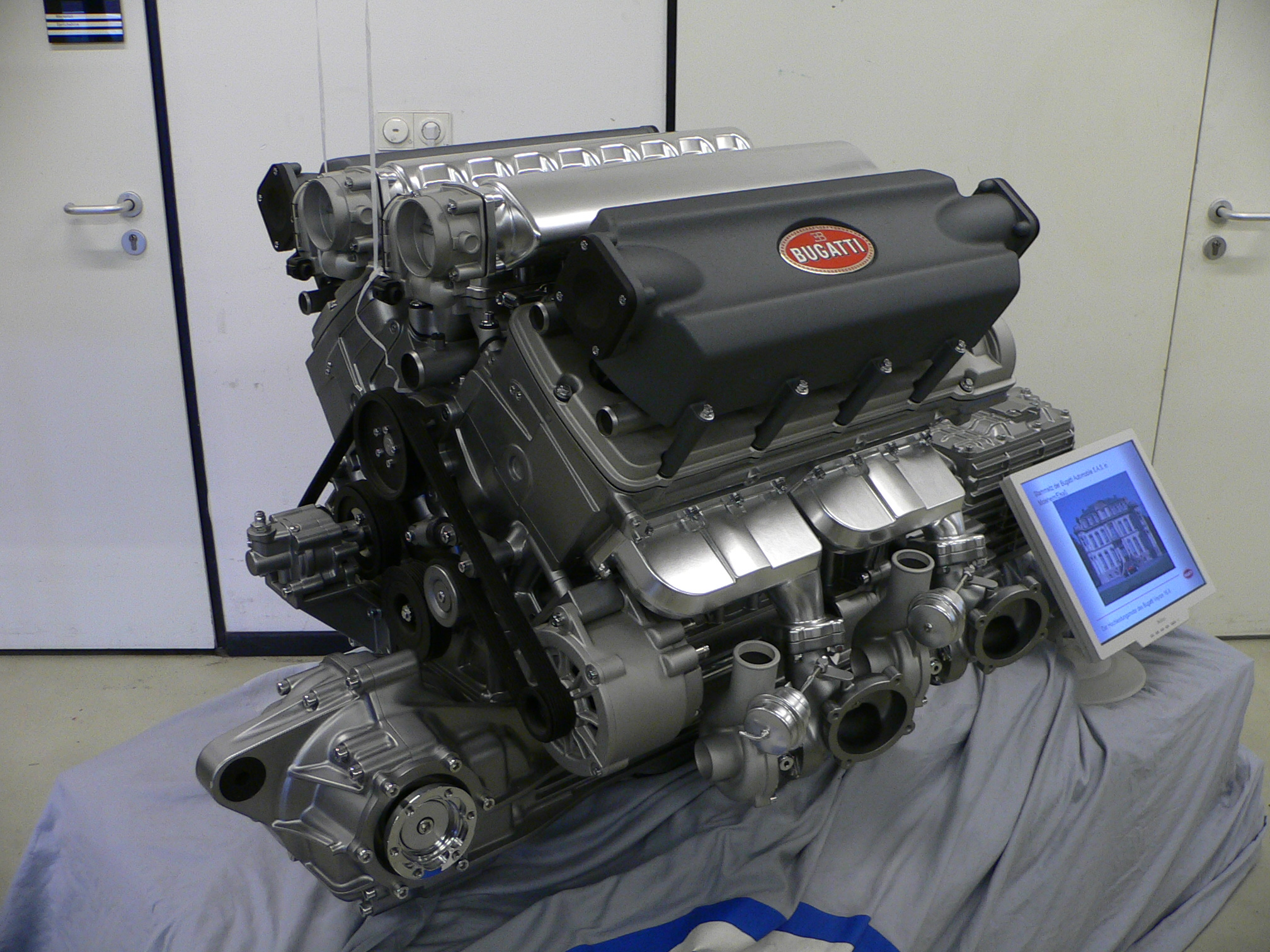
W16 de Volkswagen.

El motor W16 es un motor en W que está compuesto por 16 cilindros, resultado de la unión de dos grupos de un motor V8 en "R".

## Características
Fue realizado tras una gran investigación por los ingenieros de Bugatti y Volkswagen. Fue construido en el lugar de ensamblado de la marca alemana y emplea materiales usados en aeronáutica.
La planta motriz de 7993 cm³ (8 L; 487,8 plg³) de cilindrada equipada con cuádruples turbocompresores, es capaz de generar más de 1000 CV (986 HP; 736 kW). Por cada fila y bancada de cilindros funciona un turbo.[cita requerida]
El ángulo entre ambos bloques puede variar entre 72° y 90°.[cita requerida]
Este tipo de motor conforma 4 filas de 4 cilindros en línea cada una, con una configuración que se destaca por su funcionamiento sin vibraciones, por lo que no necesita árbol de levas contrarrotante de equilibrado. Por lo tanto, abarca mayor fineza de funcionamiento debido a que las explosiones de los cilindros se hacen en intervalos de tiempo menores, produciéndose una por cada 45° de giro del cigüeñal, lo que también posibilita el funcionamiento del motor a pocas revoluciones de menos de 1500 rpm sin vibraciones ni tendencia a calarse.[cita requerida]

## Usos
A pesar de su potencia superior con respecto a los motores en V, su uso en automóviles es mucho menos popular. Los modelos que lo incorporan son: el Bugatti Veyron, Bugatti Chiron, Bugatti Divo, Bugatti Centodieci, Bugatti Mistral y el concepto Audi Rosemeyer.